# الحرية والديمقراطية المباشرة
الحرية والديمقراطية المباشرة هو حزب شعبوي يميني تشيكي تأسس عام 2015 ولديه 20 مقعد في الهيئة التشريعية التشيكية الحالية.